# Violeta Bulc
Violeta Bulc (Lubiana, 24 gennaio 1964) è una politica slovena.
Esponente del Partito del Centro Moderno, dal 1º novembre 2014 è Commissaria europea per i Trasporti nella Commissione Juncker.

## Biografia
Bulc ha conseguito una laurea in Informatica presso la Facoltà di Ingegneria Elettrica, Università di Lubiana, Slovenia, così come un Master in Information Technology presso la Golden Gate University di San Francisco. Ha poi lavorato dal 1991 al 1994 come esperta di analisi delle prestazioni delle reti geografiche presso la Sistemi DHL di Burlingame, California. Nel 1994 torna in Slovenia, dove lavora come Responsabile del traffico istituzionale (fino al 1997) e poi Direttrice del settore commerciale (fino al 1999) per Telekom Slovenia. Dal 1999 al 2000 è stata vice-presidente di Telemach Ltd, uno dei principali provider di telecomunicazioni, e dal 2000 al 2014 CEO di Vibacom Ltd., Strategie sostenibile e l'innovazione ecosistemi.
Bulc è scesa nella politica slovena insieme a Miro Cerar e il 2013, ed è stata nominata capo del Comitato di Programma del Partito del Centro Moderno.
Bulc ha servito come ministro senza portafoglio responsabile per lo sviluppo, progetti strategici e di coesione (nonché vice primo ministro) dal 19 luglio 2014 al 1º gennaio 2015 nel governo sloveno di centro-sinistra di Miro Cerar.
Il 10 ottobre 2014, il governo sloveno ha annunciato che Bulc sarebbe stata nominata della Slovenia per la posizione di Commissario europeo alla Commissione Juncker, in sostituzione di Alenka Bratušek. Dopo l'approvazione del comitato del Parlamento europeo per i trasporti e il turismo a seguito di audizione, a Bulc è stato assegnato il portafoglio trasporti.